# Nash-Kelvinator Corporation
A Nash-Kelvinator Corporation a Nash Motors és a Kelvinator Appliance Company egyesítésével jött létre 1937-ben.

## Története
Charlie Nash visszavonulása előtt a Kelvinator vezetőjének, George W. Masonnek ajánlotta fel a Nash vezetőségét. George W. Mason azzal a feltétellel fogadta el az ajánlatot, hogy a két vállalatot egyesítik azáltal, hogy a Nash meghatározó részesedést szerez a Kelvinatorban. Az új cég 1937. január 4-én jött létre.
A gépjárműgyártásban továbbra is a Nash márkanevet használták, a háztartási gépek piacán pedig a Kelvinator márkanevet. Az együttműködés eredményeképpen azonban a Nash 1938-ban modern légkondicionáló berendezésekkel tudta piacra dobni az autóit, elsőként az autógyártók között.
1952-ben a Kelvinator bevezette a piacra a Kelvinator Food-A-Rama Side by Side Refrigerator elnevezésű termékét, amellyel az első volt modern fagyasztószekrények piacán.
A Kelvinator termékei a Nashsel való egyesülés előtt és után is piacvezető termékeknek, illetve márkanévnek számítottak a háztartási termékek piacán.
1954-ben a Nash-Kelvinator Company megszerezte a detroiti Hudson Motor Car Companyt egy további cégegyesítés keretében, létrehozva így az American Motors Corporation nevű céget.
A Kelvinator az új cégen belül különálló részlegként működött tovább.
A Kelvinator márkanevet később a White Consolidated Industries vásárolta meg. A White Consolidated készülékgyártással foglalkozó részlege ma a svéd Electrolux része. A Kelvinator márkanevet háztartási készülékekre és tudományos kutatási célokat szolgáló fagyasztórendszerekre alkalmazzák világszerte. A Nash márkanevet az American Motors az 1958-as modellévtől kezdődően már nem használta tovább.

## Galéria

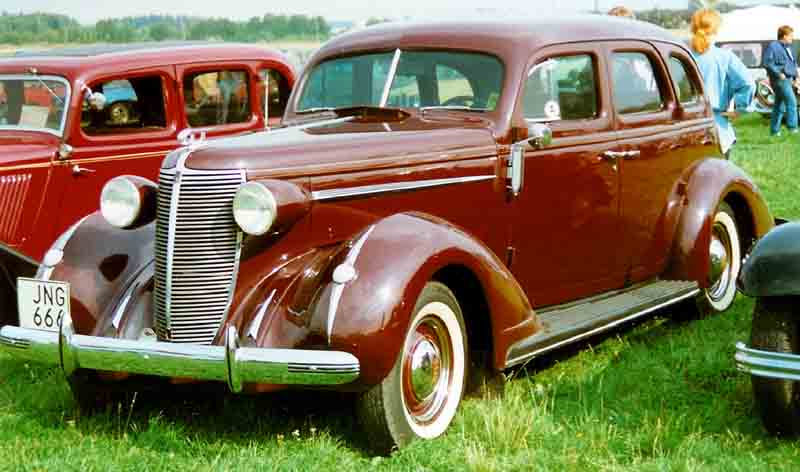
1937-es Nash Ambassador Six Series 3728 4 ajtós szedán
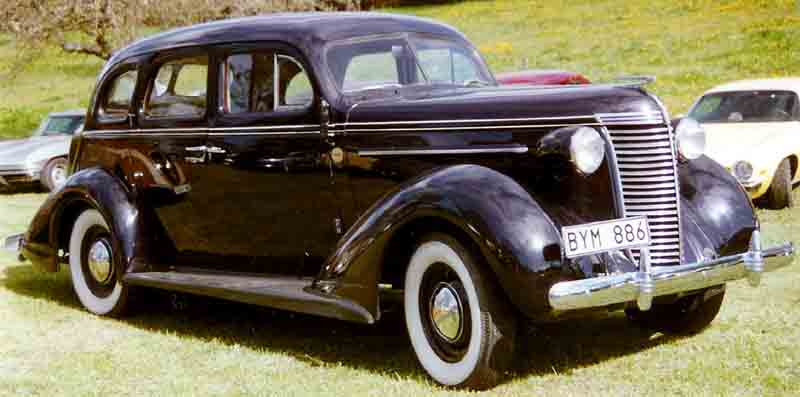
1938-as Nash Lafayette Series 3818 4 ajtós szedán
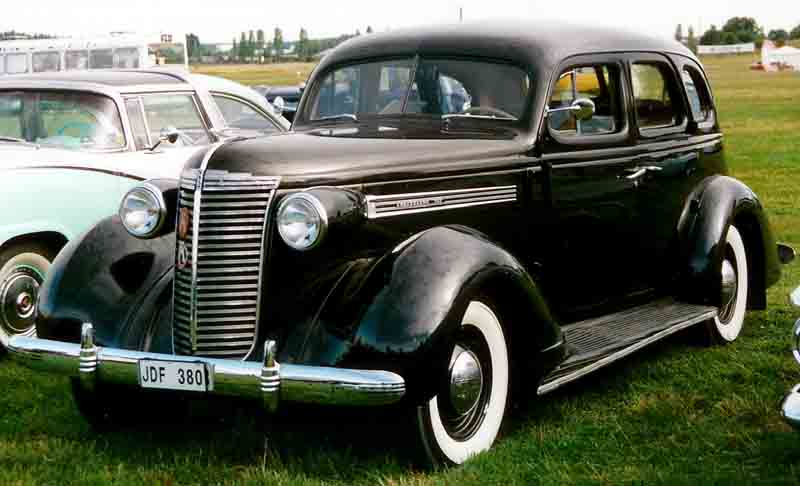
1938-as Nash Ambassador Six Series 3828 4 ajtós szedán
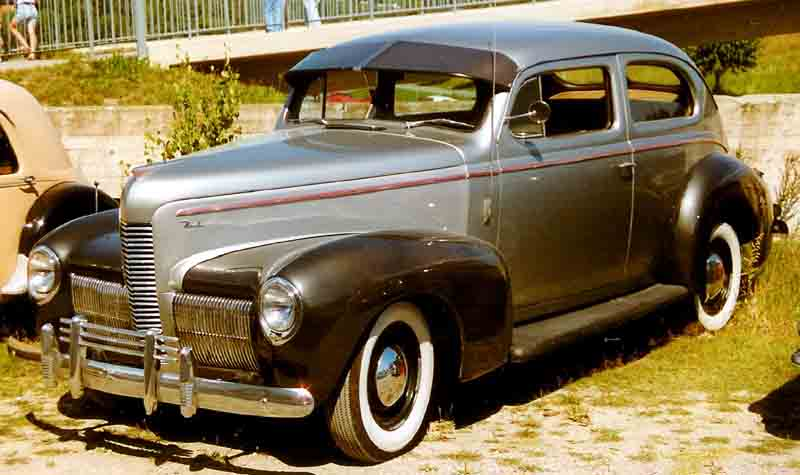
1940-es Nash 2 ajtós szedán
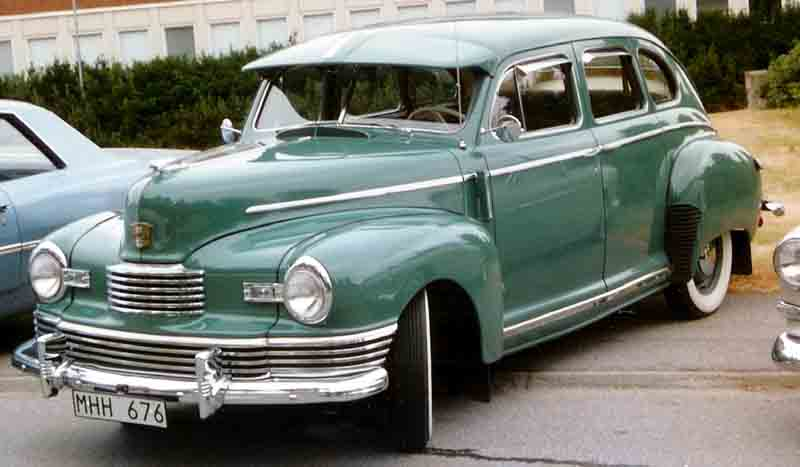
1946-os Nash 4 ajtós szedán
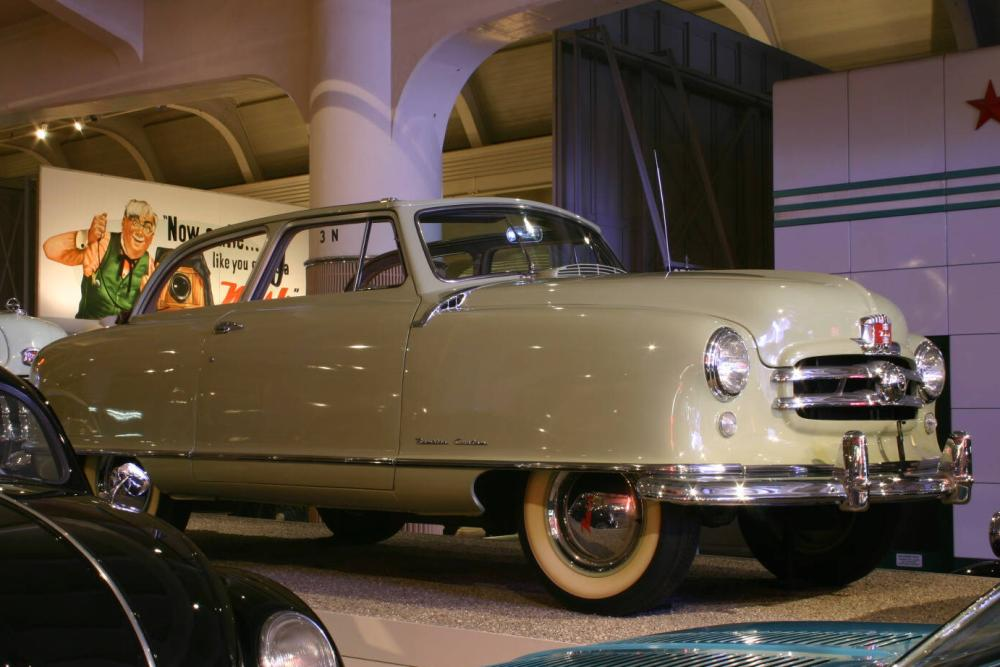
1950-es Nash Rambler Convertible Coupe

## Külső hivatkozások
- Nash Motors - History